# Persone di nome Antonio/Calciatori
| Questa pagina contiene informazioni ricavate automaticamente dalle voci biografiche con l'ausilio del template Bio e di un bot. L'aggiornamento è periodico e automatico e ricostruisce completamente la pagina. Se manca una persona in questa lista, sei pregato di non aggiungerla, ma accertati piuttosto che la sua voce biografica contenga il template Bio e che i dati anagrafici siano correttamente compilati. Se il template Bio manca, inseriscilo tu stesso o, in alternativa, metti l'avviso {{tmp\|Bio}} che ne segnala la mancanza. Se i dati riportati sono sbagliati, correggi direttamente la voce biografica; le modifiche saranno visibili in questa lista entro pochi giorni. Per chiarimenti vedi il progetto antroponimi. La lista contiene solo le 357 persone che sono citate nell'enciclopedia e per le quali è stato implementato correttamente il template Bio. Pagina aggiornata al 6 ago 2025. |

Questa è una lista di persone presenti nell'enciclopedia che hanno il nome Antonio e sono calciatori.

## A(17)
- Antonio Abenoza, calciatore spagnolo (Alcolea de Cinca, n. 1926 - Witry-lès-Reims, † 1953)
- Antonio Elia Acerbis, ex calciatore italiano (Milano, n. 1960)
- Antonio Adán, calciatore spagnolo (Madrid, n. 1987)
- Antonio Albano, ex calciatore italiano (Napoli, n. 1952)
- Antonio Alberti, calciatore italiano
- Antonio Alcázar, calciatore spagnolo (Murcia, n. 1902 - Barcellona, † 1966)
- Antonio Alsúa, calciatore e allenatore di calcio spagnolo (Irun, n. 1919 - Irun, † 1998)
- Antonio Alzamendi, ex calciatore uruguaiano (Durazno, n. 1956)
- Antonio Amaya, ex calciatore spagnolo (Madrid, n. 1983)
- Antonio Ameal Pereyra, calciatore argentino (Buenos Aires, n. 1893)
- Antonio Angelillo, calciatore e allenatore di calcio argentino (Buenos Aires, n. 1937 - Siena, † 2018)
- Antonio Annibale, calciatore italiano (Milano, n. 1940 - Milano, † 2018)
- Antonio Argilés, calciatore spagnolo (Terrassa, n. 1931 - Terrassa, † 1990)
- Antonio Arias Mujica, ex calciatore cileno (Santiago del Cile, n. 1944)
- Antonio Arrillaga, calciatore spagnolo (San Sebastián, n. 1900 - San Sebastián, † 1963)
- Antonio Asanović, ex calciatore croato (Cannes, n. 1991)
- Antonio Azimonti, calciatore italiano (Busto Arsizio, n. 1925 - Busto Arsizio, † 1997)

## B(40)
- Antonio Baldoni, ex calciatore italiano (Monticiano, n. 1950)
- Antonio Balzano, ex calciatore italiano (Bitonto, n. 1986)
- Antonio Bareiro, calciatore paraguaiano (Caazapá, n. 1989)
- Antonio Barengo, calciatore italiano (Castellamonte, n. 1934 - Cuorgnè, † 2016)
- Antonio Barijho, ex calciatore argentino (Buenos Aires, n. 1977)
- Antonio Barragán, ex calciatore spagnolo (Pontedeume, n. 1987)
- Antonio Barreca, calciatore italiano (Torino, n. 1995)
- Antonio Bellavista, ex calciatore italiano (Bitonto, n. 1977)
- Antonio Bellucco, calciatore italiano (Taranto, n. 1921 - † 1993)
- Antonio Benarrivo, ex calciatore italiano (Brindisi, n. 1968)
- Antonio Benítez Fernández, calciatore spagnolo (Jerez de la Frontera, n. 1951 - Jerez de la Frontera, † 2014)
- Antonio Bernabéu, calciatore e avvocato spagnolo (Almansa, n. 1890 - Madrid, † 1967)
- Antonio Bernacchi, calciatore e allenatore di calcio italiano (Somma Lombardo, n. 1910 - Novara, † 1974)
- Antonio Bernardi, ex calciatore italiano (Roma, n. 1976)
- Antonio Bertoli, calciatore e allenatore di calcio italiano (Castelnovo del Friuli, n. 1917 - Udine, † 1971)
- Antonio Betancort, calciatore spagnolo (Las Palmas, n. 1937 - Las Palmas, † 2015)
- Antonio Bettoni, calciatore italiano (Ospitaletto, n. 1937 - Foggia, † 2013)
- Antonio Bianchi, calciatore italiano (Roma, n. 1906)
- Antonio Biosca, ex calciatore spagnolo (Almería, n. 1949)
- Antonio Bisigato, calciatore, allenatore di calcio e dirigente sportivo italiano (Treviso, n. 1911 - Treviso, † 1965)
- Antonio Bisson, calciatore italiano (Vicenza, n. 1923)
- Antonio Blanco, calciatore spagnolo (Montalbán, n. 2000)
- Antonio Blanco, calciatore argentino (Rosario, n. 1896)
- Antonio Bocchetti, ex calciatore italiano (Napoli, n. 1980)
- Antonio Bogoni, ex calciatore italiano (Monteforte d'Alpone, n. 1957)
- Antonio Bonaldi, ex calciatore italiano (L'Aquila, n. 1951)
- Antonio Bonesini, calciatore italiano (Verona, n. 1910 - Verona, † 1973)
- Antonio Bonezzi, calciatore argentino (Córdoba, n. 1931 - † 1967)
- Antonio Bongiorni, ex calciatore italiano (Massa, n. 1947)
- Fausto Boni, calciatore e medico italiano (Porto Maurizio, n. 1897 - Modena, † 1979)
- Antonio Bordon, ex calciatore italiano (Cormons, n. 1950)
- Antonio Borruto, ex calciatore italiano (Roma, n. 1946)
- Antonio Bortoletti, calciatore italiano (Mirano, n. 1910 - Mirano, † 1990)
- Antonio Bosec, calciatore croato (Zagabria, n. 1997)
- Antonio Briseño, calciatore messicano (Guadalajara, n. 1994)
- Antonio Bruna, calciatore italiano (Vercelli, n. 1895 - Torino, † 1976)
- Antonio Buccione, calciatore italiano (Murlis di Zoppola, n. 1940 - Campobasso, † 2018)
- Antonio Budini, calciatore e allenatore di calcio italiano (Castel Bolognese, n. 1907)
- Antonio Busin, calciatore italiano (Thiene, n. 1908)
- Antonio Bustamante, calciatore statunitense (Fairfax, n. 1997)

## C(37)
- Basilio Cabas, calciatore italiano (Romans d'Isonzo, n. 1931 - Modena, † 1995)
- Antonio Cabiati, calciatore italiano (Laigueglia, n. 1898 - Casale Monferrato, † 1954)
- Antonio Cabrera, calciatore paraguaiano (n. 1928)
- Antonio Roberto Cabrera, calciatore argentino (Buenos Aires, n. 1943 - Buenos Aires, † 2021)
- Antonio Cabrini, ex calciatore e allenatore di calcio italiano (Cremona, n. 1957)
- Antonio Calderón Vallejo, ex calciatore spagnolo (Ronda, n. 1984)
- Antonio Calpe, calciatore spagnolo (Valencia, n. 1940 - † 2021)
- Toni Calvo, ex calciatore spagnolo (Barcellona, n. 1987)
- Antonio Campilongo, calciatore argentino (Buenos Aires, n. 1911)
- Antonio Campolo, calciatore e allenatore di calcio uruguaiano (Montevideo, n. 1897 - Montevideo, † 1959)
- Antonio Cancellieri, ex calciatore italiano (Roma, n. 1929)
- Antonio Candela, calciatore italiano (La Spezia, n. 2000)
- Antonio Candreva, ex calciatore italiano (Roma, n. 1987)
- Antonio Cantudo, calciatore spagnolo (Santa Cruz de Tenerife, n. 1951 - † 2023)
- Antonio Capone, ex calciatore italiano (Salerno, n. 1953)
- Antonio Caprioli, calciatore italiano (Bergamo, n. 1931 - Seriate, † 1990)
- Antonio Caracciolo, calciatore italiano (Filadelfia, n. 1917 - † 2017)
- Antonio Caracciolo, calciatore italiano (Tempio Pausania, n. 1990)
- Antonio Carbajal, calciatore e allenatore di calcio messicano (Città del Messico, n. 1929 - León, † 2023)
- Antonio Cardillo, ex calciatore italiano (Scalea, n. 1941)
- Antonio Cassano, ex calciatore italiano (Bari, n. 1982)
- Antonio Castela, ex calciatore portoghese (n. 1928)
- Antonio Cazzanelli, calciatore italiano (Verona, n. 1913 - † 1986)
- Antonio Ceccarini, calciatore e allenatore di calcio italiano (Sant'Angelo in Vado, n. 1949 - Perugia, † 2015)
- Antonio Cerotti, calciatore argentino (Buenos Aires, n. 1901 - † 1979)
- Antonio Cetti, calciatore italiano (Como, n. 1900 - Como, † 1980)
- Antonio Collar, ex calciatore spagnolo (San Juan de Aznalfarache, n. 1933)
- Antonio Colognese, calciatore italiano (Montebelluna, n. 1907)
- Antonio Colomban, calciatore e allenatore di calcio italiano (Fasana, n. 1932 - Messina, † 2020)
- Antonio Colombo, ex calciatore italiano (Milano, n. 1938)
- Antonio Cominelli, calciatore italiano (Lograto, n. 1910)
- Antonio Corso, calciatore italiano (Marano Lagunare, n. 1934 - Marano Lagunare, † 2018)
- Antonio Cortella, calciatore argentino (Capilla del Señor, n. 1896 - † 1962)
- Antonio Cortigiano, calciatore italiano (Bari, n. 1928 - † 2018)
- Antoñín, calciatore spagnolo (Malaga, n. 2000)
- Antonio Cotán, calciatore spagnolo (Olivares, n. 1995)
- Antonio Crusco, ex calciatore italiano (Sapri, n. 1958)

## D(24)
- Antonio D'Addosio, ex calciatore italiano (Bologna, n. 1950)
- Antonio D'Angelo, calciatore italiano (Altamura, n. 1953 - Taranto, † 1980)
- Antonio Da Sacco, calciatore italiano (San Giorgio delle Pertiche, n. 1900 - Milano, † 1984)
- Antonio Dalmonte, calciatore italiano (Castrocaro Terme, n. 1919 - Castrocaro Terme, † 2015)
- Antonio De Bellis, ex calciatore e allenatore di calcio italiano (Taranto, n. 1937)
- Antonio De Miguel, calciatore argentino (Rosario, n. 1899 - † 1976)
- Antonio de Nigris, calciatore messicano (Monterrey, n. 1978 - Larissa, † 2009)
- Antonio De Vitis, ex calciatore italiano (Taranto, n. 1926)
- Tucho De la Torre, calciatore spagnolo (Marín, n. 1937 - † 2017)
- Antonio Dei, calciatore italiano (Colle di Val d'Elsa, n. 1917 - Poggibonsi, † 2006)
- Antonio Delamea Mlinar, ex calciatore sloveno (Celje, n. 1991)
- Antonio Della Rosa, calciatore italiano (Rimini, n. 1923)
- Antonio Di Carlo, ex calciatore italiano (Roma, n. 1962)
- Antonio Di Gaudio, calciatore italiano (Palermo, n. 1989)
- Antonio Di Gennaro, ex calciatore italiano (Firenze, n. 1958)
- Antonio Di Natale, ex calciatore italiano (Napoli, n. 1977)
- Antonio Diogo, ex calciatore angolano (n. 1969)
- Antonio Domínguez, calciatore spagnolo (Sotopalacios, n. 1933 - Gerona, † 2008)
- Antonio Donnarumma, calciatore italiano (Castellammare di Stabia, n. 1990)
- Antonio Dubini, calciatore e dirigente sportivo italiano (Milano, n. 1877 - Valmadrera, † 1931)
- Antonio Alejandro Díaz Campos, calciatore cileno (n. 2000)
- Antonio de la Torre, calciatore messicano (Città del Messico, n. 1951 - † 2021)
- Antonio de Mare, calciatore argentino (n. 1909 - † 1969)
- Antonio de la Hoz, calciatore e allenatore di calcio colombiano (Barranquilla, n. 1920 - Porlamar, † 2010)

## E(1)
- Antonio Esposito, ex calciatore e allenatore di calcio svizzero (Lugano, n. 1972)

## F(14)
- Antonio Fasolo, calciatore italiano (Padova, n. 1905)
- Antonio Fayenz, calciatore italiano (Padova, n. 1899 - Padova, † 1980)
- Antonio Ferrara, calciatore argentino (San Fernando, n. 1912)
- Antonio Ferreira de Oliveira Junior, ex calciatore brasiliano (Rio de Janeiro, n. 1984)
- Antonio Ferro, calciatore argentino (n. 1896 - Avellaneda, † 1937)
- Antonio Rodriguez Flóres, calciatore messicano (n. 1923 - † 2001)
- Antonio Lazzaro Fontana, calciatore italiano (Modena, n. 1892 - Carso, † 1916)
- Antonio Fossati, calciatore italiano (San Pietro all'Olmo, n. 1920 - † 1973)
- Tonino Fradelloni, calciatore italiano (Cagliari, n. 1907 - Cagliari, † 1982)
- Antonio Franceschi, calciatore italiano (Vecchiano, n. 1920)
- Antonio Franja, ex calciatore croato (Zagabria, n. 1978)
- Antonio Frugoli, calciatore italiano (Lucca, n. 1922)
- Antonio Fuertes, calciatore spagnolo (Benimámet, n. 1929 - † 2015)
- Antonio Fusco, calciatore italiano (Roma, n. 1916 - Roma, † 1993)

## G(28)
- Apoño, ex calciatore spagnolo (Malaga, n. 1984)
- Feijão, calciatore brasiliano (Salvador, n. 1994)
- Antonio Galeano, calciatore paraguaiano (Asunción, n. 2000)
- Antonio Gallardo, ex calciatore messicano (Guadalajara, n. 1989)
- Antonio Ganduglia, calciatore argentino (Buenos Aires, n. 1907)
- Antonio Garcés, ex calciatore cubano (n. 1950)
- Antonio García Aranda, ex calciatore spagnolo (Alcalá de Henares, n. 1989)
- Toñito, ex calciatore spagnolo (La Orotava, n. 1977)
- Antonio García Navajas, ex calciatore spagnolo (Posadas, n. 1958)
- Antonio Gemo, calciatore e allenatore di calcio italiano (Monselice, n. 1914)
- Antonio Genzano, ex calciatore italiano (Roma, n. 1955)
- Antonio German, ex calciatore grenadino (Park Royal, n. 1991)
- Antonio Ghedini, calciatore italiano (Firenze, n. 1936 - † 2011)
- Antonio Ghelfi, calciatore italiano (Pontremoli, n. 1940 - † 2016)
- Antonio Ghomsi, ex calciatore camerunese (Bandjoun, n. 1986)
- Antonio Giorgetti, calciatore italiano (Pescara, n. 1925)
- Antonio Girardi, calciatore italiano (Padova, n. 1895)
- Antonio Girardo, calciatore italiano (Monticello Conte Otto, n. 1937 - Vicenza, † 2023)
- Antonio Cristian Glauder García, calciatore spagnolo (Algeciras, n. 1995)
- Antonio Gonzales, ex calciatore peruviano (Lima, n. 1986)
- Antonio Vidal González, ex calciatore argentino (Candelaria, n. 1964)
- Toni González, ex calciatore spagnolo (Albacete, n. 1982)
- Antonio González Álvarez, ex calciatore spagnolo (Antequera, n. 1940)
- Antonio Gordini, calciatore italiano (Grado, n. 1919 - Grado, † 2000)
- Antonio Greco, calciatore boliviano (La Paz, n. 1923)
- Antonio Gridelli, calciatore e allenatore di calcio italiano (San Mauro Pascoli, n. 1936 - Savignano sul Rubicone, † 2006)
- Antonio Guayre, ex calciatore spagnolo (Las Palmas de Gran Canaria, n. 1980)
- Antonio Guzmán, ex calciatore spagnolo (Torrejón de Ardoz, n. 1953)

## I(5)
- Antoniet, calciatore spagnolo (Alicante, n. 1933 - Alicante, † 2015)
- Antonio Iezzi, ex calciatore belga (Ixelles, n. 1955)
- Antonio Innocenti, calciatore italiano (Bologna, n. 1922 - Bologna, † 1985)
- Antonio Ivaldi, calciatore italiano (Genova Sestri, n. 1923)
- Antonio Ivančić, calciatore croato (Zagabria, n. 1995)

## J(5)
- Antonio Jakoliš, calciatore croato (Varaždin, n. 1992)
- Antonio Jasso, calciatore messicano (n. 1935 - † 2013)
- Antonijo Ježina, calciatore croato (Sebenico, n. 1989)
- Antonio Juantegui, calciatore spagnolo (Zumárraga, n. 1898 - San Sebastián, † 1966)
- Antonio Juliano, calciatore e dirigente sportivo italiano (Napoli, n. 1942 - Napoli, † 2023)

## K(2)
- Antonio Karmona, ex calciatore spagnolo (Bermeo, n. 1968)
- Antonio Kuk, calciatore e saggista italiano (Augusta, n. 1944 - Gorizia, † 2022)

## L(18)
- Antonio La Fortezza, ex calciatore italiano (Bari, n. 1982)
- Antonio Labonia, ex calciatore argentino (Buenos Aires, n. 1959)
- Antonio Langella, ex calciatore italiano (Napoli, n. 1977)
- Toni Lao, ex calciatore spagnolo (Barcellona, n. 1984)
- Antonio Lella, calciatore italiano (Bari, n. 1905 - Novara, † 1932)
- Antonio León Amador, calciatore spagnolo (Siviglia, n. 1910 - † 1995)
- Antonio Longás, ex calciatore spagnolo (Saragozza, n. 1984)
- Antonio López Ojeda, ex calciatore messicano (La Paz, n. 1989)
- Antonio López Guerrero, ex calciatore spagnolo (Benidorm, n. 1981)
- Totò Lopez, ex calciatore italiano (Bari, n. 1952)
- Antonio Lozès, calciatore francese (San Sebastián, n. 1905 - † 1945)
- Antonio Lucchese, calciatore italiano (Genova Sestri, n. 1917)
- Antonio Luisi, calciatore lussemburghese (n. 1994)
- Antonio Luna Rodríguez, calciatore spagnolo (Son Servera, n. 1991)
- Antonio López Alfaro, ex calciatore spagnolo (Iniesta, n. 1965)
- Antonio de Jesús López, calciatore messicano (Città del Messico, n. 1997)
- Antonio Eduardo Beci, ex calciatore spagnolo (Lugo, n. 1943)
- Toni Martínez, calciatore spagnolo (Barrio del Progreso, n. 1997)

## M(45)
- Antonio Maceda, ex calciatore e allenatore di calcio spagnolo (Sagunto, n. 1957)
- Antonio Maddaluno, calciatore italiano (Pozzuoli, n. 1908 - † 1973)
- Antonio Maggioni, ex calciatore italiano (Bergamo, n. 1946)
- Antonio Mance, calciatore croato (Fiume, n. 1995)
- Antonio Manfredini, calciatore italiano
- Antonio Maquilón, calciatore peruviano (n. 1902 - † 1984)
- Antonio Marangi, calciatore italiano (Taranto, n. 1938 - Alessandria, † 2016)
- Antonio Marcellini, calciatore italiano (Roma, n. 1937 - Roma, † 2010)
- Antonio Marchesano, calciatore svizzero (Bellinzona, n. 1991)
- Antonio Marcolini, calciatore e allenatore di calcio italiano (Verona, n. 1950 - Savona, † 2018)
- Antonio Marietti, calciatore e attore italiano (Fiume, n. 1906 - Hobart, † 1987)
- Antonio Marin, calciatore croato (Zagabria, n. 2001)
- Antonio Marino, calciatore italiano (Mazara del Vallo, n. 1988)
- Antonio Marino, calciatore italiano (Padova, n. 1892)
- Antonio Marku, calciatore albanese (Scutari, n. 1992)
- Antonio Márquez Castro, calciatore uruguaiano
- Antonio Márquez, calciatore argentino
- Tozé Marreco, ex calciatore portoghese (Miranda do Corvo, n. 1987)
- Antonio Martorella, ex calciatore italiano (Pescara, n. 1970)
- Antón Martínez, ex calciatore spagnolo (Bilbao, n. 1944)
- Antonio Martínez Felipe, ex calciatore spagnolo (Madrid, n. 1990)
- Mori, ex calciatore spagnolo (Barbate, n. 1951)
- Toño Ramírez, calciatore spagnolo (Logroño, n. 1986)
- Antonio Marín, calciatore paraguaiano (Concepción, n. 1999)
- Antonio Mata, ex calciatore spagnolo (Olivenza, n. 1968)
- Antonio Matteoni, ex calciatore italiano (Lucca, n. 1955)
- Antonio Mattioli, ex calciatore italiano (Roma, n. 1940)
- Antonio Mazzotta, calciatore italiano (Palermo, n. 1989)
- Antonio César Medina, calciatore argentino (Resistencia, n. 1984)
- Antonio Milić, calciatore croato (Spalato, n. 1994)
- Antonio Mion, ex calciatore italiano (Treviso, n. 1930)
- Antonio Miranda, ex calciatore portoghese
- Antonio Mirante, ex calciatore italiano (Castellammare di Stabia, n. 1983)
- Antonio Montanari, ex calciatore italiano (Roma, n. 1937)
- Antonio Monti, calciatore argentino
- Antonio Morello, ex calciatore italiano (Palmi, n. 1977)
- Antonio Moro, calciatore italiano (Thiene, n. 1918)
- Antonio Morzenti, calciatore italiano (Ghisalba, n. 1910)
- Antonio Mota, calciatore messicano (Città del Messico, n. 1939 - † 1986)
- Antonio Francisco Moura Neto, calciatore brasiliano (Atalaia, n. 1996)
- Toni Moya, calciatore spagnolo (Mérida, n. 1998)
- Antonio Mršić, calciatore croato (Vinkovci, n. 1987)
- Antonio Munguía, calciatore messicano (Città del Messico, n. 1942 - † 2018)
- Manuel Pedreño, calciatore spagnolo (Los Garres, n. 2000)
- Tonono, calciatore spagnolo (Arucas, n. 1943 - Las Palmas, † 1975)

## N(9)
- Antonio Napolitano, calciatore argentino (La Plata, n. 1999)
- Antonio Narciso, ex calciatore italiano (Trani, n. 1980)
- Antonio Natalucci, calciatore dominicano (Roma, n. 2000)
- Antonio Nicolazzini, ex calciatore italiano (Vercelli, n. 1929)
- Tony Nocita, ex calciatore e ex giocatore di calcio a 5 canadese (Winnipeg, n. 1963)
- Antonio Notario, ex calciatore spagnolo (Mataró, n. 1972)
- Antonio Nuciari, calciatore italiano (Osimo, n. 1924 - Trieste, † 2019)
- Antonio Nusa, calciatore norvegese (Ski, n. 2005)
- Antonio Núñez, ex calciatore spagnolo (Madrid, n. 1979)

## O(3)
- Antonio Orejuela, ex calciatore spagnolo (Madrid, n. 1960)
- Antonio Ortiz Alonso, calciatore spagnolo (Basauri, n. 1918 - Aranda de Duero, † 1976)
- Antonio Oviedo, calciatore e allenatore di calcio spagnolo (Valencia de Alcántara, n. 1938 - † 2022)

## P(29)
- Antonio Pacheco Ruiz, calciatore spagnolo (Callosa de Segura, n. 2002)
- Antonio Padovani, calciatore italiano
- Antonio Pagano, calciatore italiano (La Spezia, n. 1902 - La Spezia, † 1988)
- Antonio Palumbo, calciatore italiano (Napoli, n. 1996)
- Antonio Panizzolo, calciatore italiano (Ferrara, n. 1930 - Lugano, † 2019)
- Joaquín Parra, ex calciatore e allenatore di calcio spagnolo (Siviglia, n. 1971)
- Antonio Pasinato, ex calciatore e allenatore di calcio italiano (Bolzano, n. 1935)
- Antonio Pavesi, calciatore italiano
- Antonio Pavić, ex calciatore croato (Francoforte sul Meno, n. 1994)
- Antonio Payer, calciatore italiano (Milano, n. 1892)
- Antonio Pedroza, ex calciatore inglese (Chester, n. 1991)
- Antonio Pellis, calciatore italiano (Dicomano, n. 1930 - Borgo San Lorenzo, † 2003)
- Antonio Perduca, calciatore italiano (Corvino San Quirico, n. 1905 - Roma)
- Antonio Perego, ex calciatore italiano (Paderno Dugnano, n. 1951)
- Antonio Perera, calciatore spagnolo (Badajoz, n. 1997)
- Antonio Pergreffi, calciatore italiano (Bergamo, n. 1988)
- Antonio Perino, calciatore italiano
- Antonio Permunian, calciatore svizzero (Bellinzona, n. 1930 - Bellinzona, † 2020)
- Antonio Perošević, calciatore croato (Spalato, n. 1992)
- Antonio Peternel, calciatore e allenatore di calcio italiano (Gorizia, n. 1910 - Gorizia, † 1986)
- Antonio Pillepich, calciatore italiano (Fiume)
- Antonio Piloni, calciatore italiano (Crema, n. 1921)
- Antonio Pinilla, ex calciatore spagnolo (Badalona, n. 1971)
- Antonio Porcino, calciatore italiano (Reggio Calabria, n. 1995)
- Antonio Powolny, calciatore austriaco (Gramatneusiedl, n. 1899 - Vienna, † 1961)
- Antonio Poyatos, ex calciatore spagnolo (Jerez de la Frontera, n. 1966)
- Antonio Puchades, calciatore spagnolo (Sueca, n. 1925 - Sueca, † 2013)
- Antonio Puerta, calciatore spagnolo (Siviglia, n. 1984 - Siviglia, † 2007)
- Antonio Punzi, calciatore e allenatore di calcio italiano (Napoli, n. 1919)

## Q(1)
- Antonio Quaglietti, calciatore italiano

## R(24)
- Antonio Raimondo, calciatore italiano (Ravenna, n. 2004)
- Antonio Raíllo, calciatore spagnolo (Cordova, n. 1991)
- Antonio Re, calciatore italiano
- Antonio Jesús Regal Angulo, calciatore spagnolo (Herrera, n. 1987)
- Antonio Reguero, calciatore spagnolo (Madrid, n. 1982)
- Antonio Rigamonti, ex calciatore italiano (Carate Brianza, n. 1949)
- Antonio Ríos, ex calciatore messicano (Arcelia, n. 1988)
- Antonio Rivas Martínez, ex calciatore e allenatore di calcio spagnolo (Alcázar de San Juan, n. 1965)
- Tony Rocha, calciatore statunitense (Houston, n. 1993)
- Antonio Puertas, calciatore spagnolo (Benahadux, n. 1992)
- Antonio Rojano, calciatore argentino (Salliqueló, n. 1991)
- Antonio Rojas, ex calciatore paraguaiano (n. 1984)
- Antonio Roma, calciatore argentino (Villa Lugano, n. 1932 - Buenos Aires, † 2013)
- Rocco Romeo, calciatore canadese (Toronto, n. 2000)
- Antonio Romero, calciatore venezuelano (Barinas, n. 1997)
- Antonio Rosl, ex calciatore argentino (La Plata, n. 1944)
- Antonio Rossetti, calciatore e allenatore di calcio italiano (Sant'Antonio a Trebbia, n. 1908)
- Antonio Rossi, ex calciatore italiano (Vaiano, n. 1933)
- Antonio Rozzi, calciatore italiano (Roma, n. 1994)
- Antonio Ruiz, ex calciatore spagnolo (Guadalupe, n. 1937)
- Antonio Rukavina, ex calciatore serbo (Belgrado, n. 1984)
- Antonio Rüdiger, calciatore tedesco (Berlino, n. 1993)
- Antonio Rodríguez Dovale, ex calciatore spagnolo (La Coruña, n. 1990)
- Antonio Rodríguez Martínez, ex calciatore spagnolo (Alicante, n. 1979)

## S(27)
- Antonio Salas Quinta, ex calciatore spagnolo (Coria del Río, n. 1985)
- Antonio Sabadell Querol, calciatore spagnolo (Barcellona, n. 1916)
- Antonio Sabato, ex calciatore italiano (Novara di Sicilia, n. 1958)
- Antonio Sacchi, calciatore italiano (Gorla Primo, n. 1911)
- Antonio Sala, calciatore italiano (Sirone, n. 1883)
- Antonio Sancho, ex calciatore messicano (Città del Messico, n. 1976)
- Antônio Carlos Santos, ex calciatore brasiliano (Rio de Janeiro, n. 1964)
- Antonio Santurro, calciatore italiano (Parma, n. 1992)
- Antonio Sassarini, ex calciatore italiano (La Spezia, n. 1959)
- Antonio Sastre, calciatore argentino (Lomas de Zamora, n. 1911 - † 1987)
- Antonio Satriano, calciatore italiano (Locri, n. 2003)
- Antonio Sbardella, calciatore, arbitro di calcio e dirigente sportivo italiano (Palestrina, n. 1925 - Roma, † 2002)
- Antonio Schiavoni, ex calciatore italiano (Nettuno, n. 1934)
- Antonio Maurizio Schillaci, ex calciatore italiano (Palermo, n. 1962)
- Antonio Sconziano, ex calciatore italiano (Milano, n. 1972)
- Antonio Sefer, calciatore rumeno (Galați, n. 2000)
- Antonio Seffusatti, calciatore italiano (Torino, n. 1930 - † 2000)
- Antonio Sessa, calciatore italiano (Trieste, n. 1924 - Trieste, † 2017)
- Antonio Severi, calciatore italiano (San Giorgio su Legnano, n. 1908 - Olgiate Olona, † 1992)
- Antonio Seveso, calciatore italiano (Bollate, n. 1933 - San Giovanni Valdarno, † 2001)
- Antonio Silgich, calciatore italiano (Pola, n. 1904)
- Antonio Sivera, calciatore spagnolo (Xàbia, n. 1996)
- Toni Soldevilla, ex calciatore spagnolo (L'Hospitalet de Llobregat, n. 1978)
- Antonio Soncini, calciatore e allenatore di calcio italiano (Parma, n. 1938 - Parma, † 2018)
- Antonio Stankov, calciatore macedone (Štip, n. 1991)
- Antonio Sánchez Navarro, calciatore spagnolo (Palma di Maiorca, n. 1997)
- Antonio Sánchez Valdés, calciatore e allenatore di calcio spagnolo (Oviedo, n. 1914 - Oviedo, † 2005)

## T(6)
- Antonio Tomás, ex calciatore spagnolo (Torrelavega, n. 1985)
- Antonio Torreano, calciatore italiano (Torino, n. 1925 - Casciago, † 2007)
- René Torres, ex calciatore venezuelano (Mérida, n. 1960)
- Antonio Tricarico, calciatore italiano (Salandra, n. 1912 - Segrate, † 1991)
- Antonio Tuivuna, calciatore figiano (n. 1995)
- Antonio Turconi, calciatore e partigiano italiano (Solbiate Olona, n. 1921 - Viggiù, † 1945)

## U(1)
- Antonio Urdinarán, calciatore uruguaiano (n. 1898 - † 1961)

## V(14)
- Antonio Vacca, ex calciatore italiano (Napoli, n. 1990)
- Antonio Vailati, calciatore italiano (Crema, n. 1906 - Brescia, † 1975)
- Antonio José Valencia, calciatore boliviano (n. 1925)
- Antonio Valese, calciatore e allenatore di calcio italiano (Salerno, n. 1913 - † 1986)
- Antonio Jesús Vázquez Muñoz, ex calciatore spagnolo (Santa Olalla del Cala, n. 1980)
- Antonio Vegezzi, calciatore italiano (Piacenza, n. 1902)
- Antonio Vergara, calciatore italiano (Frattaminore, n. 2003)
- Antonio Veschetti, ex calciatore italiano (Caselle Lurani, n. 1945)
- Antonio Vidal, calciatore spagnolo (Alicante, n. 1923 - Alicante, † 1999)
- Antonio Villani, calciatore italiano (Valle Lomellina, n. 1901 - Pavia, † 1977)
- Pietro Paolo Virdis, ex calciatore e allenatore di calcio italiano (Sindia, n. 1957)
- Antonio Vismara, calciatore italiano (Seregno, n. 1921)
- Antonio Vojak, calciatore e allenatore di calcio italiano (Pola, n. 1904 - Varese, † 1975)
- Antonio Vutov, calciatore bulgaro (Mezdra, n. 1996)

## Y(1)
- Antonio Yakoub, calciatore siriano (Södertälje, n. 2002)

## Z(4)
- Antonio Zambotto, calciatore e arbitro di calcio italiano (Padova, n. 1905 - Padova, † 1984)
- Antonio Zani, calciatore italiano (Bologna, n. 1930 - Granarolo dell'Emilia, † 2017)
- Antonio Zarzana, calciatore spagnolo (Jerez de la Frontera, n. 2002)
- Antonio Zidarich, calciatore italiano (Fiume, n. 1921 - Gorgonzola, † 1980)

## Á(1)
- David Álvarez, calciatore spagnolo (Luarca, n. 1994)

## Č(1)
- Antonio Čolak, calciatore tedesco (Ludwigsburg, n. 1993)